# TypeSquare
TypeSquare(タイプスクウェア)は、モリサワが提供するWebフォントサービスである。700書体以上のWebフォントが利用でき、ウェブサイト制作の際に用いられる。

## 歴史
- 2014年3月25日 - 大日本印刷の「秀英体」フォント11種をライセンス提供[1]
- 2015年3月2日 - フォントに関する情報を伝えるブログ「TypeSquare ブログ」をスタート[2]